# La Traversée fantastique
Pour plus de détails, voir Fiche technique et Distribution.
La Traversée fantastique (Dagli Appennini alle Ande) est un film d'aventures argento-italien réalisé par Folco Quilici et sorti en 1959. 
Il s'agit d'une adaptation du roman pour enfants Le Livre-cœur (Cuore) d'Edmondo De Amicis, paru en 1886.

## Synopsis
La mère du petit Marco Valesini a quitté sa maison, son mari et son enfant il y a quelque temps pour se rendre chez un oncle en Argentine. Depuis plusieurs mois, elle ne donne plus de nouvelles. Le petit Marco, désireux de la retrouver, décide de se rendre dans la lointaine Amérique. Contournant la surveillance de son père, le jeune garçon embarque clandestinement à Gênes sur un bateau en partance pour l'Argentine. Au cours du voyage, il est découvert par un marin, mais la protection affectueuse de deux émigrants siciliens lui permet de débarquer, caché dans une caisse d'oranges. Il se rend à l'adresse de son oncle et découvre que celui-ci est mort et que sa mère a quitté la maison. C'est le début pour le petit Marco d'une recherche éprouvante et épuisante de sa mère bien-aimée.

## Fiche technique
- Titre français : La Traversée fantastique[1]
- Titre original italien : Dagli Appennini alle Ande[2]
- Titre espagnol : De los Apeninos a los Andes[3]
- Réalisation : Folco Quilici
- Scénario : Folco Quilici, Giuseppe Mangione d'après le roman Le Livre-cœur (Cuore) d'Edmondo De Amicis, paru en 1886.
- Photographie : Aníbal González Paz, Tino Santoni (it)
- Montage : Ignazio Ferronetti
- Musique : Francesco de Masi
- Décors : Dario Cecchi
- Production : Salvo D'Angelo, Luis-José Moglia-Barth
- Société de production : David Film, Mondial Cineproduzione, Argentina Sono Film
- Pays de production :  Italie -  Argentine
- Langue originale : italien
- Format : couleurs - 2,35:1 - Son mono - 35 mm
- Genre : film d'aventures
- Durée : 90 minutes
- Dates de sortie : 
  - Espagne : juillet 1959 (Festival de Saint-Sébastien 1959)
  - Italie : 3 septembre 1959
  - France : 11 novembre 1959
  - Argentine : 3 mars 1960

## Distribution
- Marco Paoletti (it) : Marco Valesini
- Eleonora Rossi Drago : Laura, la mère
- Fausto Tozzi : le père
- José Comellas : officier sicilien sur le bateau
- Mario Baroffio : navigateur génois